# میشه‌باش
میشه‌باش (به لاتین: Meşəbaş) یک منطقه مسکونی در جمهوری آذربایجان است که در شهرستان قاخ واقع شده است. نیشه‌باش ۳۸۲ نفر جمعیت درد. بیشتر مردم آن گرجی هستند و این ناحیه را تکیستاوی می‌نامند.